# Inverzfüggvény-tétel
Az inverzfüggvény-tétel a matematikai analízisben egy differenciálható függvény inverzének létezésére ad (lokális vagy globális) feltételt. A differenciálható függvényeknek megvan az a szemléletes tulajdonsága, hogy a függvény görbéje belesimul az érintőbe. Ha ott az érintő meredeksége nem nulla, akkor a függvény egy kis szakaszon szigorúan monoton, így invertálható. Az inverzfüggvény-tétel erre az intuitív szituációnak a megvalósulására fogalmaz meg biztos matematikai feltételeket.

## Egyváltozós eset
Szinte nyilvánvaló, bár sok fontos eszközt felvonultató a következő R-re vonatkozó tétel.
Tétel – Inverzfüggvény-tétel – Ha az f : {\displaystyle I} {\displaystyle \rightarrow } R nyílt intervallumon értelmezett, differenciálható függvény valamely u ∈ {\displaystyle I} pontban folytonos, nemnulla deriválttal rendelkezik, akkor u-nak létezik {\displaystyle I}-ben olyan V nyílt környezete, hogy {\displaystyle f|_{V}\,} leszűkített függvény
1. invertálható,
2. diffeomorfizmus (inverzével együtt differenciálható) és
3. minden x ∈ V-re {\displaystyle (f^{-1})'(f(x))} = {\displaystyle 1/f'(x)\,}.

Bizonyítás. Az általánosság megszorítása nélkül feltehetjük, hogy {\displaystyle f'(u)\,} > 0 (ellenkező esetben -f-re kell alkalmazni a gondolatmenetet). Ekkor {\displaystyle f'\,} u-beli folytonossága miatt létezik {\displaystyle I}-ben olyan u-t tartalmazó nyílt V környezet, hogy {\displaystyle f'|_{V}\,} minden értéke pozitív, amiből következik, hogy V-ben f szigorúan monoton nő. Eszerint itt f injektív. Mivel f differenciálható, pozitív deriváltú (és injektív), ezért az inverz is differenciálható, így f diffeomorfizmus és az inverz deriváltja a szokásos képlettel számítható. ■
Ha lecsupaszítjuk az előző, túl erős megszorításokat tartalmazó állítás feltételeit, akkor az erős differenciálhatóság fogalmához jutunk. Ezzel az inverzfüggvény-tétel egy páratlanul erős alakban mondható ki.
Tétel – Inverzfüggvény-tétel (lokális alak) – Ha az f valós-valós függvény erősen differenciálható az értelmezési tartománya egy u belső pontjában és ott a derivált nem nulla, akkor létezik u-nak olyan V nyílt környezete, hogy {\displaystyle f|_{V}\,} leszűkített függvény
1. invertálható,
2. homeomorfizmus (inverzével együtt folytonos) és
3. {\displaystyle (f^{-1})'(f(u))=1/f'(u)\,}

Bizonyítás. Az általánosság megszorítása nélkül feltehetjük, hogy {\displaystyle f'(u)\,}> 0 (ellenkező esetben -f-re kell alkalmazni a gondolatmenetet). Az erős differenciálhatóságból következik, hogy létezik u-nak olyan nyílt környezete, ahol bármely két, egymástól különböző {\displaystyle x_{1}} és {\displaystyle x_{2}} pontra {\displaystyle {\frac {f(x_{2})-f(x_{1})}{x_{2}-x_{1}}}>0}, amiből minden {\displaystyle x_{2}} > {\displaystyle x_{1}} pár esetén az f({\displaystyle x_{2}}) – f({\displaystyle x_{1}}) > 0 következik, vagyis az f függvény a V-ben szigorúan monoton növekvő. Ezen kívül V tovább szűkíthető (szintén u körüli nyílt halmazra) olymódon, hogy teljesüljön az |f({\displaystyle x_{2}})-f({\displaystyle x_{1}})| ≦ ( |{\displaystyle f'(u)\,}| + 1 ){\displaystyle \cdot }| {\displaystyle x_{2}} - {\displaystyle x_{1}} | Lipschitz-tulajdonság. Ebből következik, hogy f a V-n folytonos, a szigorú monotonitással együtt pedig következik, hogy nyílt leképezés, azaz az inverz is folytonos (f a V-n tehát homeomorfizmus). Az inverz u-beli differenciálhatósága az inverz deriválási szabálya alapján következik.■
Megjegyezzük, hogy annak egy elégséges feltétele, hogy az u pontban f erősen differenciálható legyen az, hogy u a derivált értelmezési tartományának belső pontja legyen és ott f folytonosan differenciálható legyen. Ezért praktikusan a második tétel valójában az elsőbe megy át, hiszen jórészt a folytonos differenciálhatóság az, amit egy függvényről tudunk.

## Többváltozós eset
Magasabb dimenziószám esetén a deriváltat a differenciál helyettesíti. Ekkor az általános tétel a következő.
Tétel – Lokális inverzfüggvény-tétel normált terekre – Legyen f az E Banach-térből az F normált térbe képező olyan függvény, mely az értelmezési tartománya egy u belső pontjában erősen differenciálható és ott df(u) differenciálja lineáris homeomorfizmus (az inverzével együtt folytonos leképezés). Ekkor létezik u-nak olyan, az értelmezési tartománybeli nyílt V környezete, ahol a függvény homeomorfizmus és inverze erősen differenciálható f(u)-ban.
Egy „kézzelfoghatóbb” megfogalmazás a következő.
Tétel – Inverzfüggvény-tétel Rn-re –
Ha az f függvény Rn-ből Rn-be képező folytonosan differenciálható függvény, az értelmezési tartományának egy u belső pontjában a Jf(u) Jacobi-mátrix determinánsa nem nulla, akkor van u-nak olyan V nyílt környezete az értelmezési tartományban, hogy f ezen a halmazon folytonosan differenciálható diffeomorfizmus és az inverz Jacobi-mátrixa minden x ∈ V-re:
{\displaystyle J^{f^{-1}}(f(x))=\left(J^{f}(x)\right)^{-1}}

## Inverzfüggvény-tétel analitikus függvényekre
Kissé zavaró lehet, hogy a tétel csak az inverz létezését biztosítja, de magának az inverz függvénynek az explicit alakját nem feltétlenül tudhatjuk, legrosszabb esetben csak az f(u)-beli deriváltját. Természetesen az olyan példák esetén, mint a pozitív számok halmazán értelmezett
{\displaystyle x\mapsto x^{2}},
világos, hogy az inverz függvény a pozitív számokon értelmezett
{\displaystyle x\mapsto {\sqrt {x}}}
Ha megelégszünk a függvények hatványsor előállításával, azaz ha az analitikus függvényekre szorítkozunk, akkor az inverznek megadhatjuk a konkrét hatványsor előállítását.
Tétel – Inverzfüggvény-tétel analitikus valós-valós függvényre – Ha az f valós-valós függvény analitikus az értelmezési tartománya egy u pontjában, és ott a deriváltja nem nulla, akkor u-nak létezik olyan U nyílt környezete az f értelmezési tartományában, hogy ott f invertálható, {\displaystyle f|_{U}} analitikus diffeomorfizmus U és f(U) között és az inverz alakja minden y ∈ f(U)-ra:
{\displaystyle f^{-1}(y)=\sum \limits _{n=0}^{\infty }{\frac {(f^{-1})^{(n)}(f(u))}{n!}}(y-f(u))^{n}}
Tehát csak az inverz f(u)-beli magasabbrendű deriváltjaira van szükségünk konkrét alakjának felírásához, melyet a deriválási képletek szerint könnyen kiszámíthatunk.

### Példa
Az {\displaystyle x\mapsto {\text{tg}}x} függvény analitikus és a (-π/2,π/2) minden pontjában teljesíti az inverzfüggvény-tétel feltételeit, tehát van analitikus inverze. Ennek deriváltja az ismert:
{\displaystyle g'(y)=\mathrm {arc} \,\mathrm {tg} '(y)={\frac {1}{1+y^{2}}}}
képlettel számolandó (magát ezt a formulát az inverzfüggvény deriválásáról szóló képlet alapján már ismerhetjük). Ekkor {\displaystyle g'(y)\,} Taylor-sorba fejthető a 0 körül a geometriai sor segítségével és ez a (-1,1) intervallumban konvergens is lesz:
{\displaystyle g'(y)=\sum \limits _{n=0}^{\infty }(-1)^{n}y^{2n}}
ahonnan a sorok integrálására vonatkozó képlet alapján
{\displaystyle g(y)=\mathrm {arc} \,\mathrm {tg} (y)=\sum \limits _{n=0}^{\infty }{\frac {(-1)^{n}}{2n+1}}y^{2n+1}}
amely a tangensfüggvény inverzének explicit alakja, bár kétségkívül nem zárt alakja. (Ennek ellenére sokszor ezt is elemi függvénynek tekintik.)

## Lásd még
- Implicitfüggvény-tétel
- Inverz függvény (analízis)